# Loretto (Minnesota)
Loretto è un comune degli Stati Uniti d'America, situato nello Stato del Minnesota, nella Contea di Hennepin.